# Berijpte breedscheenjuffer
De berijpte breedscheenjuffer (Platycnemis kervillei) is een libellensoort uit de familie van de breedscheenjuffers (Platycnemididae), onderorde juffers (Zygoptera).
De berijpte breedscheenjuffer staat op de Rode Lijst van de IUCN als niet bedreigd, beoordelingsjaar 2010, de trend van de populatie is volgens de IUCN stabiel. De soort komt voor in Israël, Libanon, Syrië en Turkije.
De wetenschappelijke naam Platycnemis kervillei is in 1909 voor het eerst correct gepubliceerd door Martin.